# Karl Ruetz
Johannes Karl Ruetz (* 30. Juli 1841 in Kassel; † 24. Juli 1930 ebenda) war ein deutscher Schreinermeister und Mitglied des Provinziallandtages der preußischen Provinz Hessen-Nassau.

## Leben
Karl Ruetz wurde als Sohn des Kaufmanns Johannes Ruetz und dessen Gemahlin Christine Wilhelmine Mittler geboren. Nach seiner Schulausbildung erlernte er den Beruf des Schreiners, wurde selbständiger Schreinermeister und betätigte sich politisch. In den Jahren 1898 bis 1902 war er Stadtverordneter im Kasseler Stadtteil Unterneustadt.
1901 erhielt er einen Sitz im Kurhessischen Kommunallandtag des Regierungsbezirks Kassel, aus dessen Mitte er zum Abgeordneten des Provinziallandtages der Provinz Hessen-Nassau bestimmt wurde. 
Über Jahre war er Vorsitzender des Kasseler Handels- und Gewerbevereins, Aufsichtsratsmitglied bei der Kreditbank Kassel und Mitglied der Meisterprüfungskommission.

## Sonstiges
Ruetz war Initiator der Kasseler Jubiläums-Gewerbeausstellung im Jahre 1905 und Stifter des Goldenen Buches der Stadt Kassel. 